# Gastronomía de Angola
La gastronomía de Angola tiene muchos platos populares entre nacionales y extranjeros, incluyendo funge (que se elabora con harina de yuca o maíz), mufete (pescado a la parrilla, plátano, camote, yuca y gari), calulu, moamba de galinha, moamba de ginguba, kissaca, y sorbete de mukua.

## Historia
La cocina angoleña en su forma moderna es una combinación de ingredientes y técnicas culinarias autóctonas africanas, e influencias e ingredientes portugueses traídos de otras colonias portuguesas, como Brasil.

## Ingredientes
Los ingredientes básicos incluyen frijoles y arroz, cerdo y pollo, diversas salsas y verduras como tomates y cebollas. También se ven con frecuencia especias como el ajo. Los funge, un tipo de papilla hecha con yuca, son un plato básico.
Hay muchas influencias de la cocina portuguesa como el uso del aceite de oliva. Piripiri es una salsa picante local.

## Platos

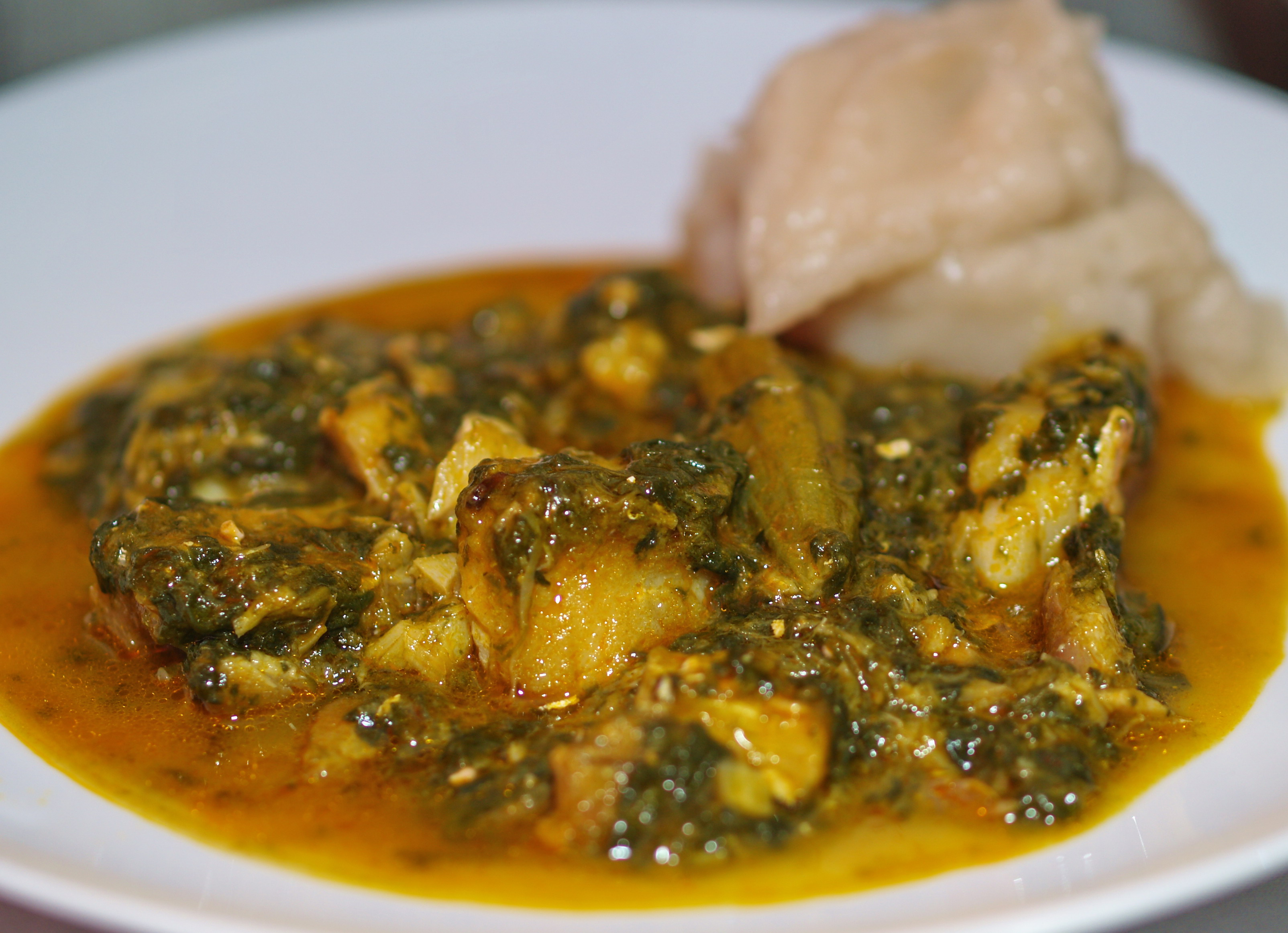
Pescado calulu, plato típico de Angola y Santo Tomé y Príncipe

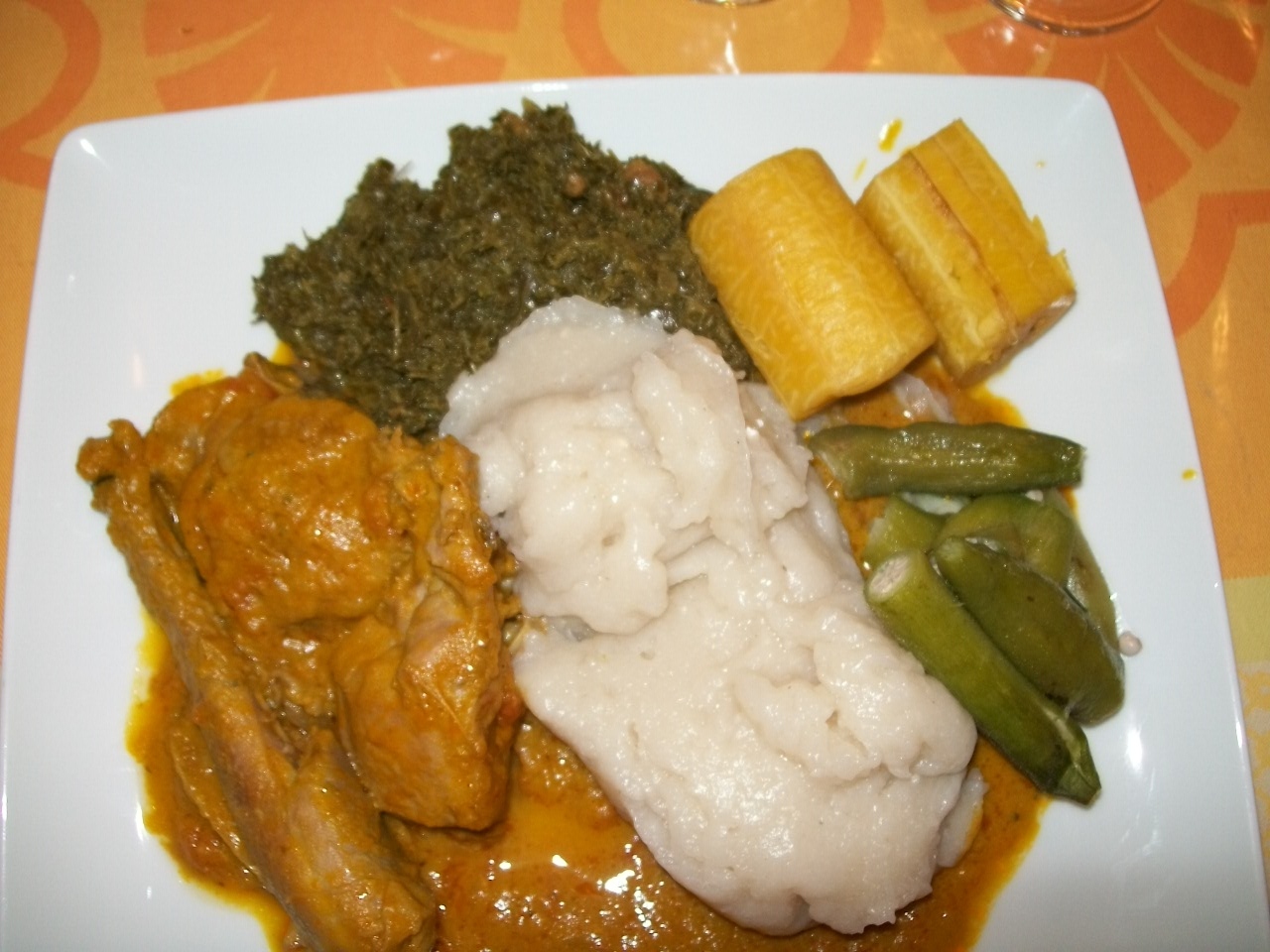
Moamba de galinha, plato tradicional de Luanda: aceite de palma, gachas de harina de yuca, okra, plátanos, espinacas silvestres

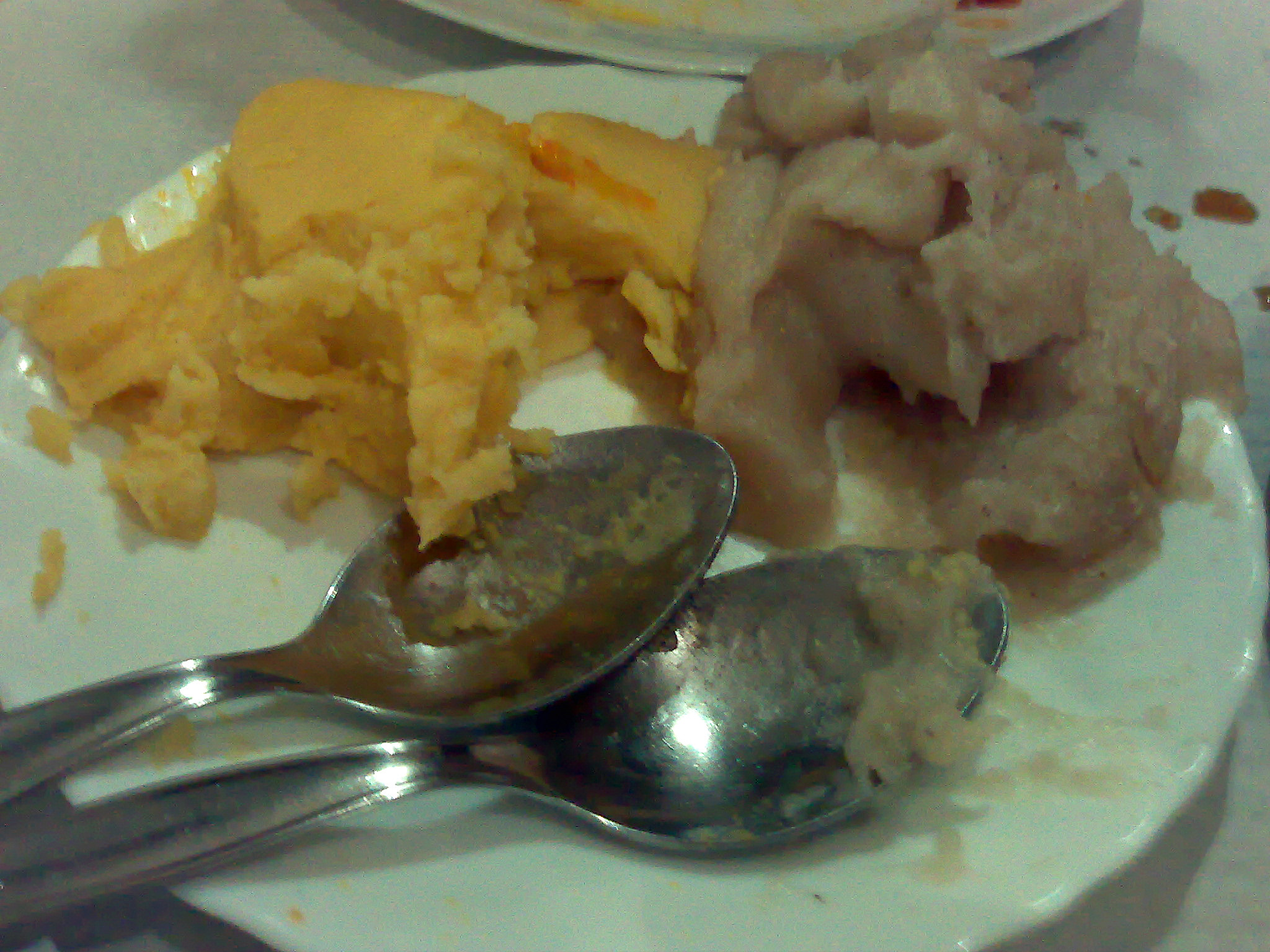
Maíz (izquierda) y hongos de yuca (derecha), un acompañamiento típico de Angola

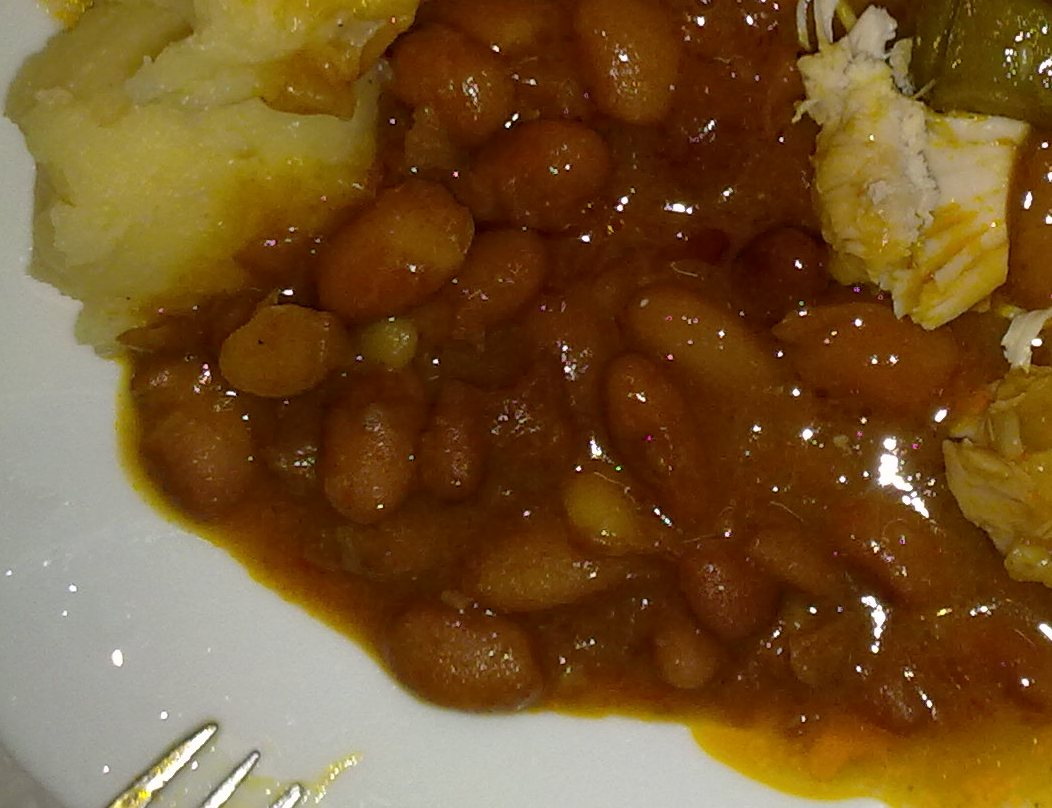
Feijão de óleo de palma frijoles con aceite de palma, un plato tradicional de Angola

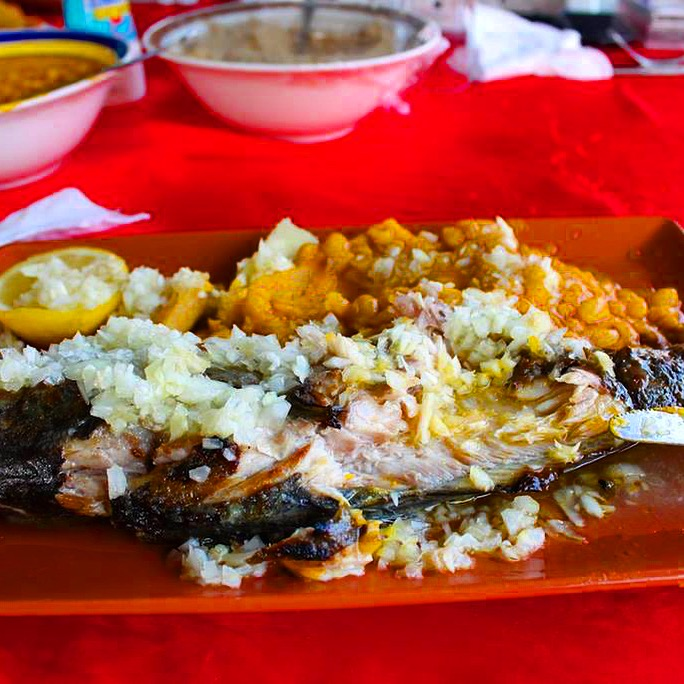
Comida mufete de Angola

Funge (or funje, pronunciación en portugués: /ˈfũʒɨ/) and pirão (/piˈɾɐ̃w/) son platos muy comunes, y en los hogares más pobres suelen consumirse en cada comida. El plato se suele comer con pescado, cerdo, pollo o frijoles. funge de bombo (/ˈfũʒɨ ðɨ ˈβõbu/), más común en el norte de Angola, es una pasta o papilla de yuca (también llamada mandioca o yuca), elaborada con harina de yuca. Es de consistencia gelatinosa y de color gris. El pirão, de color amarillo y parecido a la polenta, se elabora con harina de maíz y es más común en el sur. Fuba (/fuˈβa/) es el término para la harina que se usa para hacer funge y pirão, y también se usa para hacer angu, la polenta brasileña. Ambos alimentos se describen como suaves pero abundantes y a menudo se comen con salsas y jugos o con gindungo (ver más abajo), un condimento picante.
Moamba de galinha (o moamba de pollo, /ˈmwɐ̃bɐ ðɨ ɣɐˈlĩɲɐ/) es pollo con pasta de palma, okra, ajo y picadillo de aceite de palma o salsa roja de aceite de palma, a menudo servido con arroz y hongos. Tanto el funge como la moamba de galinha se han considerado el plato nacional. Un plato variante de moamba de galinha, moamba de ginguba, usa ginguba ( /ʒĩˈɡuβɐ/, salsa de maní) en lugar de pasta de palma.

### Lista de platos
Otros platos comunes en la cocina angoleña incluyen:
Platos de *Arroz (rice) incluyen arroz da Ilha (arroz con pollo o pescado), arroz de garoupa da Ilha (/ɐˈʁoʒ ðɨ ɣɐˈɾopɐ ðɐ ˈiʎɐ/, (arroz con mero), y arroz de marisco (/mɐˈɾiʃku/,arroz blanco con marisco, típicamente gambas, calamares, pescado blanco, o langosta).
- Cabidela (/kɐβiˈðɛlɐ/), plato cocido en sangre, servido con arroz y funge. Frecuentemente pollo (galinha de cabidela, galinha à cabidela), servido con vinagre, tomates, cebolla y ajo. También se incorporó a la cocina brasileña.[4]
- Caldeirada de cabrito (/kaldɐjˈɾaðɐ ðɨ kɐˈβɾitu/), carne de cabra estofado servida con arroz, plato tradicional del día de la independencia de Angola, 11 de noviembre.[4]
- Guisos de pescado, incluida la caldeirada de peixe (/dɨ ˈpɐjʃɨ/), hecho con "lo que esté disponible" y servido con arroz, y muzongue (/muˈzõɡɨ/), elaborado con pescado entero, seco y fresco, cocinado con aceite de palma, camote, cebolla, tomate, espinacas y especias, y servido con arroz, espinacas, funje, y farofa; Algunos angoleños creen que el guiso es una cura para la resaca si se come antes de que aparezca el dolor de cabeza.[4]
- Calulu (/kɐluˈlu/), pescado seco con verduras, a menudo cebollas, tomates, okra, batatas, ajo, aceite de palma y gimboa hojas (similares a las espinacas); a menudo se sirve con arroz, hongos, frijoles de aceite de palma y farofa.[4]
- Caruru (/kɐɾuˈɾu/), arroz y frijoles con harina de mandioca tostada encima; un plato de origen brasileño común en Angola.[7]
- Catatos (/kɐˈtatuʃ/), oruga frita con ajo, servida con arroz; una especialidad en Uíge[4]
- Chikuanga (/ʃikuˈɐ̃ɡɐ/), un pan elaborado con harina de mandioca, servido en una envoltura de hojas de plátano; una especialidad del noreste de Angola.[4]
- Cocada amarela (/kuˈkaðɐ/ or /kɔˈkaðɐ/), pudín de coco amarillo elaborado con azúcar, coco rallado, yema de huevo y canela molida, un postre tanto en Mozambique como en Angola.[8]Es muy diferente a lo que se conoce como cocada en Brasil..[9]
- Doce de ginguba (/ˈdosɨ ðɨ ʒĩˈɡuβɐ/), caramelo de maní.[4]
- Farofa (/fɐˈɾɔfɐ/), arroz y frijoles con harina de mandioca tostada encima; un plato de origen brasileño común en Angola.[4]
- Feijão de óleo de palma (/fɐjˈʒɐ̃w ˈdjɔlju ðɨ ˈpalmɐ/) o dendem, frijoles, cebolla y ajo cocidos en aceite de palma; a menudo se sirve con pescado, plátano y farofa.[4]
- Frango (grelhado) piri-piri (/ˈfɾɐ̃ɡu ˌpiɾiˈpiɾi/), nativo de Angola y Mozambique, también una antigua colonia portuguesa; un pollo a la parrilla en un adobo muy picante de piri piri pimiento picante y en ocasiones también chile picado, sal y jugo de limón o lima.[10][11]
- Gafanhotos de palmeira (/ɡɐfɐˈɲotuʒ ðɨ palˈmɐjɾɐ/),saltamontes de palmera tostado, especialidad de Cuanza Norte; a menudo se sirve con funge.[4]
- Gindungo (/ʒĩˈdũɡu/), un condimento picante hecho de chile, ajo, cebolla y, a veces, brandy; Algunos angoleños lo consideran un afrodisíaco[4]
- Jinguinga (/ʒĩˈɡĩɡɐ/), tripas de cabra y sangre, una especialidad de Malanje, a menudo servida con arroz y funge.[4]
- Kifula, carne de caza servida con saltamontes de palmera cocidos y tostados, especialidad de Cuanza Norte, servido con funge.[4]
- Kissuto rombo (/kiˈsutu ˈʁõbu/), chivo asado con ajo y jugo de limón, servido con arroz y patatas fritas.[4]
- Kitaba or quitaba (/kiˈtaβɐ/), una pasta de maní crujiente sazonada con guindilla.[4]
- Kitetas (/kiˈtetɐʃ/), almejas, a menudo cocidas en salsa de vino blanco y servidas con pan.[4]
- Kizaka (/kiˈzakɐ/), las hojas de la planta de mandioca, similar a la espinaca y a menudo preparada con ginguba (maní) y picar finamente y sazonarKizaka com peixe es kizaka con pescado, cebolla y tomate, servido con arroz y funge.[4]
- Leite azedo com pirão de milho (/ˈlɐjtj ɐˈzeðu kõ piˈɾɐ̃w dɨ ˈmiʎu/), una especialidad de Huíla, leche agria con papilla de maíz.[4]
- Mafuma (/mɐˈfumɐ/), carne de rana, una especialidad de la Cunene.[4]
- Mariscos cozidos com gindungo (/mɐˈɾiʃkuʃ kuˈziðuʃ kõ ʒĩˈdũɡu/), langostas, langostinos y almejas cocidas en agua de mar, servidas con arroz y salsa picante[4]
- Mousse de maracujá (/ˈmusɨ ðɨ mɐɾɐkuˈʒa/), una mousse de maracuyá originaria de Brasil pero popular en Angola.[4]
- Mufete de kacusso (or cacusso, (/muˈfɛtɨ ðɨ kɐˈkusu/)), pescado a la parrilla, a menudo tilapia de río, en una rica salsa de cebolla, vinagre y especias, servido con frijoles de aceite de palma y mandioca cocida,[4]arroz, batata o farofa.[2]
- Mukua (/muˈku.ɐ/), frutos secos del árbol baobab, a menudo convertidos en helado.[4]
- Molho cru (/ˈmoʎu ˈkɾu/), Salsa o pasta servida con mariscos y pescados, hecha de dientes de ajo, cebolletas, perejil, comino, sal, vinagre y agua.[12]
- Ngonguenha (/ɡõˈɡẽɲɐ/), harina de mandioca tostada, azúcar y leche, un plato salado.[4]
- Papaya with port wine.[13][14]
- Pavê de ginguba (/pɐˈve/), postre de maní bizcocho.[4]
- Pé-de-moleque (/ˈpɛ ðɨ muˈlɛkɨ/), caramelo de maní y caramelo.[4]
- Quiabos com camarão (/ˈkjaβuʃ kõ kɐmɐˈɾɐ̃w/),langostinos con okra, ajo, cebolla y tomate, servidos con arroz.[4]
- Tarco (/ˈtaɾku/), rábanos con maní, aceite de palma, tomates y cebollas, servidos junto con carne o pescado.[4]

## Bebidas

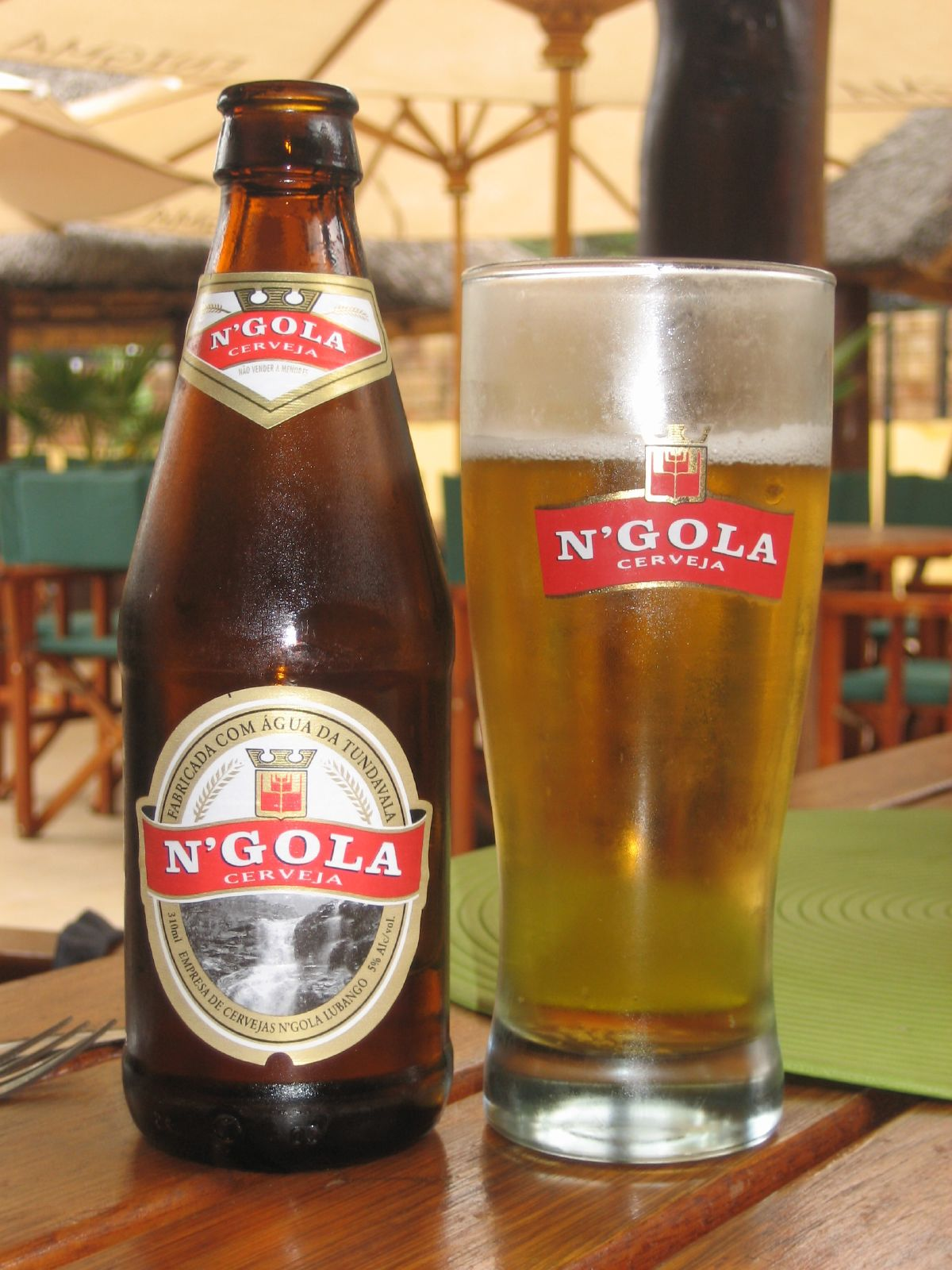
Cerveja N'Gola, an Angolan beer

Varias bebidas, alcohólicas y no alcohólicas, son típicas de Angola.
Se elaboran varias bebidas espirituosas caseras, incluidas capatica (elaborado con plátano, una especialidad de Cuanza Norte), caporoto (elaborado con maíz, una especialidad de Malanje); cazi o caxipembe (elaborado con piel de papa y yuca); kimbombo (hecha de maíz), maluva u ocisangua (elaborado con jugo de palma, a veces descrito como "vino de palma,"una especialidad del norte de Angola), ngonguenha (elaborado con harina de mandioca tostada), y ualende (hecho de caña de azúcar, batata, maíz o frutas, una especialidad de Bie).Otras bebidas son laKapuka (Vodka casero), ovingundu (hidromiel hecho de miel, y Whiskey Kota (whiskey casero).
Bebidas no alcohólicas populares que incluyen Kissangua, una especialidad del sur de Angola, una bebida tradicional sin alcohol hecha de harina de maíz, se ha utilizado en rituales curativos indígenas.Refrescos como Coca-Cola, Pepsi, Mirinda, Sprite y Fanta también son populares. Si bien algunos refrescos se importan de Sudáfrica, Namibia, Brasil y Portugal, la industria angoleña de refrescos ha crecido, con plantas de Coca-Cola en Bom Jesus, Bengo y Lubango inaugurados desde 2000.
Mongozo es una cerveza casera tradicional hecha de nueces de palma, una especialidad de los Lundas (Lunda Norte y Lunda Sul).El mongozo fue elaborado por el pueblo Chokwe antes de la llegada de los europeos, y ahora el mongozo se produce comercialmente para la exportación, incluso a Bélgica, donde lo produce Van Steenberge.
En Angola se elaboran varias cervezas comerciales, la más antigua de las cuales es Cuca, elaborada en Luanda. Otros incluyen Eka (elaborada en Dondo en Cuanza Norte), N'gola (elaborada en Lubango) y Nocal (elaborada en Luanda).